# Allonitis
Allonitis là một chi bọ cánh cứng thuộc họ Scarabaeidae.